# 子供の時間 (NHKテレビ番組)
子供の時間（こどものじかん）は、NHK総合テレビジョンで放送されていた子供向け番組枠の名称。

## 概要
NHKテレビ開局日の1953年2月1日から1958年4月8日まで「子供の時間」を放送。「子供の時間」はNHKラジオの番組名としても使用されていた。1958年度以降も、こども番組の集中放送枠として継続した。
- 1985年4月、番組枠消滅、こども番組の放送時間が分散化。
- 1990年4月、NHK教育テレビ「母と子のテレビタイム」編成開始。
- 1992年4月、NHK教育テレビ「少年少女ゾーン」編成開始。
- 1995年4月8日、新作アニメ枠がNHK教育テレビに移行。NHK総合テレビジョン夕方のこども番組が完全消滅。

## 放送時間
| 開始年月   | 平日                        | 土曜                        | 日曜                        |
| ---------- | --------------------------- | --------------------------- | --------------------------- |
| 1953年02月 | 18:30-19:00                 | 18:30-19:00                 | 18:30-19:00                 |
| 1954年11月 | 18:00-18:30                 | 18:00-18:30                 | 18:00-19:00                 |
| 1956年11月 | 18:10-18:40                 | 18:10-18:40                 | 18:10-19:00                 |
| 1959年04月 | 18:00-18:35                 | 18:00-18:35                 | 18:00-18:55                 |
| 1960年04月 | 18:00-18:30                 | 18:00-18:50                 | 18:00-18:50                 |
| 1960年09月 | 17:40-18:30                 | 17:40-18:30                 | 17:40-18:30                 |
| 1961年04月 | 17:34-18:50                 | 17:34-18:35                 | 17:32-18:50                 |
| 1962年04月 | 17:35-18:50                 | 17:35-18:50                 | 17:35-18:50                 |
| 1963年04月 | 17:40-18:50                 | 17:40-18:50                 | 17:40-18:50                 |
| 1964年04月 | 17:40-18:54                 | 17:40-18:54                 | 17:40-18:50                 |
| 1965年04月 | 17:40-18:50                 | 17:40-18:50                 | 17:40-18:50                 |
| 1966年04月 | 17:40-18:45                 | 17:40-18:30                 | 17:40-18:50                 |
| 1969年04月 | 17:55-18:45                 | 17:55-18:35                 | 18:00-18:50                 |
| 1971年04月 | 17:30-18:45                 | 17:30-18:45                 | 18:00-18:50                 |
| 1973年04月 | 17:30-18:45                 | 17:55-18:45                 | -                           |
| 1974年04月 | 17:30-18:45                 | 18:00-18:45                 | -                           |
| 1976年04月 | 17:30-18:40                 | 17:30-18:45                 | -                           |
| 1982年04月 | 17:30-18:30                 | 17:30-18:45                 | -                           |
| 1984年04月 | 17:05-18:30                 | 17:05-18:45                 | -                           |
| 1985年04月 | ※こども番組の集中放送枠消滅 | ※こども番組の集中放送枠消滅 | ※こども番組の集中放送枠消滅 |

## 番組枠

### 子供の時間
- 放送期間：1953年2月1日 - 1958年4月8日

### こどもの時間
- 放送期間：1961年4月3日 - 1962年3月31日
- 放送時間：月 - 金曜17:34-18:50、土曜17:34-18:35

### てれびこどもひろば
- 放送期間：1985年4月8日 - 1986年4月3日
- 放送時間：月 - 木曜16:05-16:30
- 月 - 木曜16:05-16:20
  - 1985年4月8日 - 1985年10月3日 ばくさんのかばん
  - 1985年10月7日 - 1986年4月3日 おーい!はに丸
- 月 - 木曜16:20-16:30
  - 1985年4月8日 - 1986年3月25日 へーい!ブンブー

## 情報番組
| 番組名           | 期間    | 期間    | 放送時間 | 放送時間    |
| ---------------- | ------- | ------- | -------- | ----------- |
| 仲よしニュース   | 1953.02 | 1954.10 | *        | *           |
| 仲よしニュース   | 1954.10 | 1959.03 | 月       | 18:00-18:05 |
| こどもニュース   | 1959.04 | 1960.03 | 火       | 18:07-18:15 |
| こどもニュース   | 1960.04 | 1961.03 | 月       | 18:00-18:10 |
| こどもニュース   | 1961.04 | 1962.03 | 月〜土   | 17:34-17:37 |
| こどもニュース   | 1961.04 | 1962.03 | 日       | 17:32-17:35 |
| こどもニュース   | 1962.04 | 1962.09 | 毎日     | 17:35-17:40 |
| こどもニュース   | 1962.10 | 1969.03 | 毎日     | 17:40-17:45 |
| こどもニュース   | 1969.04 | 1973.03 | 毎日     | 18:00-18:05 |
| こどもニュース   | 1973.04 | 1978.03 | 月〜土   | 18:00-18:05 |
| 600 こちら情報部 | 1978.04 | 1982.03 | 月〜金   | 18:00-18:25 |
| 600 こちら情報部 | 1982.04 | 1984.03 | 月〜金   | 18:00-18:30 |

## 人形劇
- マリオネット - 結城座による糸操り人形劇の番組枠。
- シルエット - 劇団かかし座による影絵劇の番組枠。

| 作品名                 | 期間                            | 放送時間        |
| ---------------------- | ------------------------------- | --------------- |
| アシンと十三人の盗賊   | 1955年10月06日 - 1955年12月29日 | 木曜18:00-18:30 |
| ガンツ君               | 1956年01月07日 - 1956年04月07日 | 土曜18:00-18:30 |
| チロリン村とくるみの木 | 1956年04月14日 - 1956年06月30日 | 土曜18:00-18:30 |
| チロリン村とくるみの木 | 1956年07月05日 - 1956年09月28日 | 木曜18:00-18:30 |
| 続・ガンツ君           | 1956年10月04日 - 1956年10月25日 | 木曜18:00-18:30 |
| チロリン村とくるみの木 | 1956年11月09日 - 1959年03月27日 | 金曜18:10-18:40 |
| チロリン村とくるみの木 | 1959年04月03日 - 1960年04月01日 | 金曜18:07-18:35 |
| チロリン村とくるみの木 | 1960年04月08日 - 1962年03月30日 | 金曜18:00-18:30 |
| チロリン村とくるみの木 | 1962年04月02日 - 1963年03月29日 | 平日17:40-17:54 |
| チロリン村とくるみの木 | 1963年04月01日 - 1964年04月03日 | 平日17:45-18:00 |
| 宇宙船シリカ           | 1960年09月05日 - 1961年03月28日 | 平日17:40-17:50 |
| 宇宙船シリカ           | 1961年04月03日 - 1962年03月27日 | 月火17:45-18:00 |
| 銀河少年隊             | 1963年04月07日 - 1964年04月05日 | 日曜17:45-18:00 |
| 銀河少年隊             | 1964年04月09日 - 1965年04月01日 | 木曜18:00-18:25 |
| ひょっこりひょうたん島 | 1964年04月06日 - 1969年04月04日 | 平日17:45-18:00 |
| 空中都市008            | 1969年04月07日 - 1970年04月03日 | 平日18:05-18:20 |
| ネコジャラ市の11人     | 1970年04月06日 - 1973年03月16日 | 平日18:05-18:20 |
| 新八犬伝               | 1973年04月02日 - 1975年03月28日 | 平日18:30-18:45 |
| 真田十勇士             | 1975年04月07日 - 1976年03月19日 | 平日18:30-18:45 |
| 真田十勇士             | 1976年04月05日 - 1977年03月25日 | 平日18:25-18:40 |
| 笛吹童子               | 1977年04月04日 - 1978年03月17日 | 平日18:05-18:20 |
| 紅孔雀                 | 1978年04月03日 - 1979年03月16日 | 平日18:25-18:40 |
| プリンプリン物語       | 1979年04月02日 - 1982年03月19日 | 平日18:25-18:40 |
| 人形劇 三国志          | 1982年10月02日 - 1984年03月24日 | 土曜18:00-18:45 |
| ひげよさらば           | 1984年04月02日 - 1985年03月15日 | 平日18:00-18:10 |

海外作品
- サンダーバード
- 地球防衛軍テラホークス
- フラグルロック

## アニメ
- 19時台の放送作品を含む。
- 1995年4月を持ち、新作アニメ放送枠がNHK教育テレビに移動、現在のNHK Eテレ 土曜17:30枠まで辿り着く（こちらも参照）。

印
◎ NHK総合テレビジョン 16時台・17時台で再放送
★ NHK教育テレビジョン 少年少女ゾーンで再放送
☆ NHK教育テレビジョン 母と子のテレビタイムで再放送
◆ NHKBS2 衛星アニメ劇場で再放送
◇ NHKBS2 BS名作アニメ劇場で再放送
| 作品名                                  | 放送期間                        | 放送時間        | 印 |
| --------------------------------------- | ------------------------------- | --------------- | -- |
| 未来少年コナン                          | 1978年04月04日 - 1978年10月31日 | 火曜19:30-20:00 | ◆★ |
| キャプテン・フューチャー                | 1978年11月07日 - 1979年12月18日 | 火曜19:30-20:00 | ◆  |
| アニメーション紀行 マルコ・ポーロの冒険 | 1979年04月07日 - 1980年03月22日 | 土曜19:30-20:00 |    |
| ニルスのふしぎな旅                      | 1980年01月08日 - 1981年03月17日 | 火曜19:30-20:00 | ◆◇ |
| 名犬ジョリィ                            | 1981年04月07日 - 1982年06月22日 | 火曜19:30-20:00 | ◎◇ |
| 太陽の子エステバン                      | 1982年06月29日 - 1983年06月07日 | 火曜19:30-20:00 | ◆  |
| 子鹿物語                                | 1983年11月08日 - 1985年01月29日 | 火曜19:30-20:00 | ◎◆ |
| おねがい!サミアどん                     | 1985年04月02日 - 1986年02月04日 | 火曜18:00-18:30 | ◎  |
| スヌーピーとチャーリーブラウン          | 1986年04月10日 - 1986年10月30日 | 木曜16:30-16:55 |    |
| アニメ三銃士                            | 1987年10月09日 - 1989年02月17日 | 金曜19:30-20:00 | ◆◇ |
| 青いブリンク                            | 1989年04月07日 - 1990年03月16日 | 金曜19:30-20:00 | ◆  |
| ふしぎの海のナディア                    | 1990年04月13日 - 1991年04月12日 | 金曜19:30-20:00 | ◆★ |
| アニメひみつの花園                      | 1991年04月19日 - 1992年03月27日 | 金曜19:30-20:00 | ◆  |
| お〜い!竜馬                             | 1992年04月07日 - 1993年03月30日 | 火曜19:30-20:00 |    |
| 忍たま乱太郎 第1シリーズ                | 1993年04月10日 - 1994年03月19日 | 土曜18:10-18:40 | ★  |
| モンタナ・ジョーンズ                    | 1994年04月02日 - 1995年04月08日 | 土曜18:10-18:40 | ◆★ |

| 作品名           | 放送期間                        | 放送時間            | 印 |
| ---------------- | ------------------------------- | ------------------- | -- |
| スプーンおばさん | 1983年04月04日 - 1984年03月09日 | 月〜金曜17:50-18:00 | ◎◆ |
| へーい!ブンブー  | 1985年04月08日 - 1986年03月25日 | 月〜木曜16:20-16:30 | ◎  |
| パラソルヘンべえ | 1989年10月02日 - 1991年01月12日 | 月〜金曜17:50-18:00 | ☆  |
| おばけのホーリー | 1991年01月28日 - 1992年04月03日 | 月〜金曜17:50-18:00 | ☆  |
| コビーの冒険     | 1992年04月06日 - 1992年07月24日 | 月〜金曜17:50-18:00 |    |
| ヤダモン         | 1992年08月24日 - 1993年03月31日 | 月〜金曜17:50-18:00 | ☆  |
| ポコニャン!      | 1993年04月05日 - 1994年04月01日 | 月〜金曜17:50-18:00 | ☆  |

## ドラマ
「子供の時間 ドラマ」を参照。

## 主な18時台番組
| 年月 | 年月 | 月                     | 火                    | 水                     | 木                     | 金                     | 土                       | 土                       | 日               | 日               | 年月 | 年月 |
| ---- | ---- | ---------------------- | --------------------- | ---------------------- | ---------------------- | ---------------------- | ------------------------ | ------------------------ | ---------------- | ---------------- | ---- | ---- |
| 1955 | 04   | こども映画劇場         | 音楽のアルバム        | 連続シルエット         | ドラマ                 | ドラマ                 | 親子クイズ               | 親子クイズ               | たのしいお部屋   | マリオネット     | 04   | 1955 |
| 1955 | 10   | こども映画劇場         | 音楽のアルバム        | 連続シルエット         | 連続ギニョール         | ドラマ                 | 親子クイズ               | 親子クイズ               | たのしいお部屋   | マリオネット     | 10   | 1955 |
| 1956 | 01   | こども映画劇場         | 音楽のアルバム        | 連続シルエット         | ドラマ                 | ドラマ                 | 連続ギニョール           | 連続ギニョール           | 親子クイズ       | マリオネット     | 01   | 1956 |
| 1956 | 04   | こども映画劇場         | 少年少女音楽会        | 連続シルエット         | ドラマ                 | ドラマ                 | 連続ギニョール           | 連続ギニョール           | 親子クイズ       | マリオネット     | 04   | 1956 |
| 1956 | 07   | こども映画劇場         | 連続シルエット        | 歌の○月号              | チロリン村とくるみの木 | ドラマ                 | ドラマ                   | ドラマ                   | 親子クイズ       | マリオネット     | 07   | 1956 |
| 1956 | 11   | スポーツとともに       | 連続シルエット        | ドラマ                 | こども映画劇場         | チロリン村とくるみの木 | ドラマ                   | ドラマ                   | 連続ドラマ       | マリオネット     | 11   | 1956 |
| 1957 | 04   | 連続シルエット         | 希望訪問              | ドラマ                 | 空飛ぶ机               | チロリン村とくるみの木 | こども風土記             | こども風土記             | 連続ドラマ       | マリオネット     | 04   | 1957 |
| 1957 | 07   | 連続シルエット         | 希望訪問              | ドラマ                 | はてな劇場             | チロリン村とくるみの木 | こども風土記             | こども風土記             | 連続ドラマ       | マリオネット     | 07   | 1957 |
| 1958 | 01   | 連続シルエット         | 希望訪問              | びっくり百科           | はてな劇場             | チロリン村とくるみの木 | こども風土記             | こども風土記             | 連続ドラマ       | マリオネット     | 01   | 1958 |
| 1958 | 04   | 連続シルエット         | 希望訪問              | こども風土記           | はてな劇場             | チロリン村とくるみの木 | びっくり百科             | びっくり百科             | 連続ドラマ       | マリオネット     | 04   | 1958 |
| 1959 | 04   | 連続シルエット         | びっくり百科          | こどもホール           | はてな劇場             | チロリン村とくるみの木 | トンボちゃん             | トンボちゃん             | 虹が呼んでる     | マリオネット     | 04   | 1959 |
| 1959 | 10   | 連続シルエット         | びっくり百科          | こどもホール           | はてな劇場             | チロリン村とくるみの木 | ホームラン教室           | ホームラン教室           | 虹が呼んでる     | マリオネット     | 10   | 1959 |
| 1960 | 04   | 不思議なパック         | はてな劇場            | こどもホール           | この光は消えず         | チロリン村とくるみの木 | びっくりスコープ         | ホームラン教室           | 連続ドラマ       | 危険信号         | 04   | 1960 |
| 1961 | 04   | 進め!ヒデヨシくん      | おんがく特急列車      | 魔法のじゅうたん       | あすをつげる鐘         | チロリン村とくるみの木 | なかよし広場             | ホームラン教室           | ポンポン大将     | 危険信号         | 04   | 1961 |
| 1961 | 10   | 進め!ヒデヨシくん      | ぼくもわたしも名探偵  | 魔法のじゅうたん       | あすをつげる鐘         | チロリン村とくるみの木 | ふしぎな少年             | ホームラン教室           | ポンポン大将     | 危険信号         | 10   | 1961 |
| 1962 | 04   | オロップ牧場の仲間たち | ぼくもわたしも名探偵  | 魔法のじゅうたん       | あすをつげる鐘         | ドラが鳴る             | 海外ドラマ               | ホームラン教室           | ポンポン大将     | 危険信号         | 04   | 1962 |
| 1963 | 01   | オロップ牧場の仲間たち | ぼくもわたしも名探偵  | 魔法のじゅうたん       | あすをつげる鐘         | ドラが鳴る             | 宇宙家族                 | ホームラン教室           | ポンポン大将     | 危険信号         | 01   | 1963 |
| 1963 | 04   | 泣くな太陽             | ぼくもわたしも名探偵  | 魔法のじゅうたん       | 金太と三吉             | 虹に誓う               | 宇宙家族                 | たのしいうた             | ポンポン大将     | 危険信号         | 04   | 1963 |
| 1963 | 10   | 泣くな太陽             | ぼくもわたしも名探偵  | こちらわんぱく放送局   | 金太と三吉             | 虹に誓う               | 宇宙家族                 | たのしいうた             | ポンポン大将     | 危険信号         | 10   | 1963 |
| 1963 | 12   | 泣くな太陽             | ぼくもわたしも名探偵  | こちらわんぱく放送局   | 金太と三吉             | 虹に誓う               | 南海のテリー             | たのしいうた             | ポンポン大将     | 危険信号         | 12   | 1963 |
| 1964 | 04   | まんが学校             | 次郎物語              | こちらわんぱく放送局   | 銀河少年隊             | 蛍光る                 | 歌のメリーゴーラウンド   | 歌のメリーゴーラウンド   | 世界のサーカス   | 世界のサーカス   | 04   | 1964 |
| 1965 | 04   | まんが学校             | 次郎物語              | わんぱく放送局         | 宇宙人ピピ             | ファイト君             | 歌のメリーゴーラウンド   | 歌のメリーゴーラウンド   | 世界のサーカス   | 世界のサーカス   | 04   | 1965 |
| 1966 | 01   | まんが学校             | 次郎物語              | わんぱく放送局         | 宇宙人ピピ             | ファイト君             | 歌のメリーゴーラウンド   | 歌のメリーゴーラウンド   | 少年映画劇場     | 少年映画劇場     | 01   | 1966 |
| 1966 | 04   | まんが学校             | 路傍の石              | あすは君たちのもの     | 四つの目               | 歌のメリーゴーラウンド | 愛の一家                 | 愛の一家                 | 少年映画劇場     | 少年映画劇場     | 04   | 1966 |
| 1966 | 10   | まんが学校             | 一直線                | あすは君たちのもの     | 四つの目               | 歌のメリーゴーラウンド | 愛の一家                 | 愛の一家                 | 少年映画劇場     | 少年映画劇場     | 10   | 1966 |
| 1967 | 04   | みんなでホームラン     | 一直線                | あすは君たちのもの     | 四つの目               | 歌のメリーゴーラウンド | 愛の一家                 | 愛の一家                 | 少年映画劇場     | 少年映画劇場     | 04   | 1967 |
| 1967 | 10   | みんなでホームラン     | 名探偵カッチン        | あすは君たちのもの     | 四つの目               | 歌のメリーゴーラウンド | アイウエオ               | アイウエオ               | 少年映画劇場     | 少年映画劇場     | 10   | 1967 |
| 1968 | 04   | 森林警備隊             | 海からきた平太        | あすは君たちのもの     | 四つの目               | 歌はともだち           | アイウエオ               | アイウエオ               | 少年映画劇場     | 少年映画劇場     | 04   | 1968 |
| 1969 | 04   | 海外ドラマ             | 五人と一ぴき          | チャンスだピンチだ     | 四つの目               | 歌はともだち           | からくり俵右衛門         | からくり俵右衛門         | 少年映画劇場     | 少年映画劇場     | 04   | 1969 |
| 1970 | 04   | 海外ドラマ             | 五人と一ぴき          | チャンスだピンチだ     | 四つの目               | 歌はともだち           | へこたれんぞ             | へこたれんぞ             | 少年映画劇場     | 少年映画劇場     | 04   | 1970 |
| 1971 | 04   | 海外ドラマ             | 五人と一ぴき          | チャンスだピンチだ     | 四つの目               | 歌はともだち           | 不知火の小太郎           | 不知火の小太郎           | 少年映画劇場     | 少年映画劇場     | 04   | 1971 |
| 1971 | 10   | 海外ドラマ             | わんぱく天使          | チャンスだピンチだ     | 四つの目               | 歌はともだち           | 不知火の小太郎           | 不知火の小太郎           | 少年映画劇場     | 少年映画劇場     | 10   | 1971 |
| 1972 | 01   | 海外ドラマ             | わんぱく天使          | チャンスだピンチだ     | 四つの目               | 歌はともだち           | 少年ドラマシリーズ       | 少年ドラマシリーズ       | 少年映画劇場     | 少年映画劇場     | 01   | 1972 |
| 1972 | 04   | 歌はともだち           | わんぱく天使          | あなたに挑戦!          | レンズはさぐる         | まんが劇場             | 少年ドラマシリーズ       | 少年ドラマシリーズ       | 少年映画劇場     | 少年映画劇場     | 04   | 1972 |
| 1973 | 04   | 少年ドラマシリーズ     | 少年ドラマシリーズ    | 少年ドラマシリーズ     | あなたに挑戦!          | レンズはさぐる         | 歌はともだち             | 歌はともだち             | ステージ101      | ステージ101      | 04   | 1973 |
| 1974 | 04   | 少年ドラマシリーズ     | 少年ドラマシリーズ    | 少年ドラマシリーズ     | あなたに挑戦!          | レンズはさぐる         | 歌はともだち             | 歌はともだち             | レッツゴーヤング | レッツゴーヤング | 04   | 1974 |
| 1975 | 04   | 少年ドラマシリーズ     | 少年ドラマシリーズ    | 少年ドラマシリーズ     | ぼくらチャレンジャー   | レンズはさぐる         | 歌はともだち             | 歌はともだち             | レッツゴーヤング | レッツゴーヤング | 04   | 1975 |
| 1976 | 04   | 少年ドラマシリーズ     | 少年ドラマシリーズ    | 少年ドラマシリーズ     | 少年ドラマシリーズ     | レンズはさぐる         | 歌はともだち             | 歌はともだち             | レッツゴーヤング | レッツゴーヤング | 04   | 1976 |
| 1977 | 04   | 少年ドラマシリーズ     | 少年ドラマシリーズ    | 少年ドラマシリーズ     | 少年ドラマシリーズ     | レンズはさぐる         | こども面白館             | こども面白館             | レッツゴーヤング | レッツゴーヤング | 04   | 1977 |
| 1978 | 04   | 600 こちら情報部       | 600 こちら情報部      | 600 こちら情報部       | 600 こちら情報部       | 600 こちら情報部       | 大草原の小さな家         | 大草原の小さな家         | レッツゴーヤング | レッツゴーヤング | 04   | 1978 |
| 1979 | 04   | 600 こちら情報部       | 600 こちら情報部      | 600 こちら情報部       | 600 こちら情報部       | 600 こちら情報部       | ハーディ・ボーイズ       | ハーディ・ボーイズ       | レッツゴーヤング | レッツゴーヤング | 04   | 1979 |
| 1980 | 04   | 600 こちら情報部       | 600 こちら情報部      | 600 こちら情報部       | 600 こちら情報部       | 600 こちら情報部       | アトランティスから来た男 | アトランティスから来た男 | レッツゴーヤング | レッツゴーヤング | 04   | 1980 |
| 1980 | 10   | 600 こちら情報部       | 600 こちら情報部      | 600 こちら情報部       | 600 こちら情報部       | 600 こちら情報部       | 大草原の小さな家         | 大草原の小さな家         | レッツゴーヤング | レッツゴーヤング | 10   | 1980 |
| 1982 | 10   | 600 こちら情報部       | 600 こちら情報部      | 600 こちら情報部       | 600 こちら情報部       | 600 こちら情報部       | 人形劇 三国志            | 人形劇 三国志            | レッツゴーヤング | レッツゴーヤング | 10   | 1982 |
| 1984 | 04   | マルチ・スコープ       | マルチ・スコープ      | マルチ・スコープ       | マルチ・スコープ       | マルチ・スコープ       | 大草原の小さな家         | 大草原の小さな家         | レッツゴーヤング | レッツゴーヤング | 04   | 1984 |
| 1984 | 10   | どんなモンダイQてれび  | どんなモンダイQてれび | どんなモンダイQてれび  | どんなモンダイQてれび  | どんなモンダイQてれび  | 大草原の小さな家         | 大草原の小さな家         | レッツゴーヤング | レッツゴーヤング | 10   | 1984 |
| 1985 | 04   | どんなモンダイQてれび  | おねがい!サミアどん   | ウォッチング           | ハイライト科学万博     | 金曜お天気博士         | 大草原の小さな家         | 大草原の小さな家         | レッツゴーヤング | レッツゴーヤング | 04   | 1985 |
| 1985 | 10   | どんなモンダイQてれび  | おねがい!サミアどん   | 地球防衛軍テラホークス | 科学びっくりビジョン   | 金曜お天気博士         | 大草原の小さな家         | 大草原の小さな家         | レッツゴーヤング | レッツゴーヤング | 10   | 1985 |

- みんなのうた（1961〜1968年度）

## 17時台番組
| 年月 | 年月 | 月                              | 火                              | 水                              | 木                              | 金                              | 土           | 日                       | 年月 | 年月 |
| ---- | ---- | ------------------------------- | ------------------------------- | ------------------------------- | ------------------------------- | ------------------------------- | ------------ | ------------------------ | ---- | ---- |
| 1960 | 09   | 宇宙船シリカ ものしりカレンダー | 宇宙船シリカ ものしりカレンダー | 宇宙船シリカ ものしりカレンダー | 宇宙船シリカ ものしりカレンダー | 宇宙船シリカ ものしりカレンダー | 危険な職業   | 宇宙探検                 | 09   | 1960 |
| 1961 | 04   | 宇宙船シリカ                    | 宇宙船シリカ                    | ぼくは科学記者                  | ものしり博士                    | おとうさんの手品                | なかよし広場 | レイジャス・キャット     | 04   | 1961 |
| 1961 | 10   | 宇宙船シリカ                    | 宇宙船シリカ                    | ぼくは科学記者                  | ものしり博士                    | おとうさんの手品                | ふしぎな少年 | ロッキー君とゆかいな仲間 | 10   | 1961 |
| 1962 | 04   | チロリン村とくるみの木          | チロリン村とくるみの木          | チロリン村とくるみの木          | チロリン村とくるみの木          | チロリン村とくるみの木          | ものしり博士 | 動物ものがたり           | 04   | 1962 |
| 1963 | 04   | チロリン村とくるみの木          | チロリン村とくるみの木          | チロリン村とくるみの木          | チロリン村とくるみの木          | チロリン村とくるみの木          | ものしり博士 | 銀河少年隊               | 04   | 1963 |
| 1964 | 04   | ひょっこりひょうたん島          | ひょっこりひょうたん島          | ひょっこりひょうたん島          | ひょっこりひょうたん島          | ひょっこりひょうたん島          | ものしり博士 | 歌おう世界の友よ         | 04   | 1964 |
| 1964 | 10   | ひょっこりひょうたん島          | ひょっこりひょうたん島          | ひょっこりひょうたん島          | ひょっこりひょうたん島          | ひょっこりひょうたん島          | ものしり博士 | 音楽をどうぞ             | 10   | 1964 |
| 1966 | 04   | ひょっこりひょうたん島          | ひょっこりひょうたん島          | ひょっこりひょうたん島          | ひょっこりひょうたん島          | ひょっこりひょうたん島          | ものしり博士 | 自然のアルバム           | 04   | 1966 |
| 1969 | 04   | みんなのうた                    | みんなのうた                    | みんなのうた                    | みんなのうた                    | みんなのうた                    | みんなのうた | -                        | 04   | 1969 |

- みんなのうた（1969〜1984年度）
- おかあさんといっしょ（1974〜1984年度）
- ハテナゲーム（1976年度）
- スプーンおばさん（1983〜1984年度）
- 名犬ジョリィ（1983〜1984年度）
- できるかな（1984年度）

## 日曜午前番組
| 番組名             | 期間                            | 放送時間    |
| ------------------ | ------------------------------- | ----------- |
| 日曜家庭教室       | 1958年04月13日 - 1960年03月27日 | 09:00-10:00 |
| 日曜家庭教室       | 1960年04月10日 - 1961年04月02日 | 09:00-09:40 |
| マリオネット       | 1960年04月10日 - 1961年04月02日 | 09:40-10:00 |
| 週刊こどもニュース | 1961年04月09日 - 1961年10月01日 | 08:15-08:25 |
| 週刊こどもニュース | 1961年10月08日 - 1962年04月01日 | 08:10-08:25 |
| 週刊こどもニュース | 1962年04月08日 - 1963年03月31日 | 09:45-10:00 |
| 日曜テレビクラブ   | 1961年04月09日 - 1962年04月01日 | 08:25-08:55 |
| スポーツグラフ     | 1962年04月08日 - 1963年03月31日 | 09:30-09:45 |
| こども名作座       | 1962年04月08日 - 1963年03月31日 | 10:00-10:30 |
| こども劇場         | 1963年04月07日 - 1965年04月04日 | 09:00-09:45 |
| 家庭劇場           | 1965年04月11日 - 1966年04月03日 | 09:00-09:40 |
| 10代とともに       | 1966年04月10日 - 1973年04月01日 | 07:35-08:00 |
| 10代とともに       | 1973年04月08日 - 1974年03月31日 | 10:30-11:00 |
| 若者たちはいま     | 1974年10月27日 - 1976年03月28日 | 10:00-10:30 |
| 日曜家族スタジオ   | 1976年04月11日 - 1977年03月20日 | 10:00-11:00 |
| 歌はともだち       | 1977年04月10日 - 1978年03月26日 | 10:00-10:40 |
| ハテナゲーム       | 1977年04月10日 - 1978年03月26日 | 10:40-11:00 |

## その他の番組
1985年度以降
- ばくさんのかばん
- ジュニア大全科
- 中学生日記
- おーい!はに丸
- おもいっきり中学時代
- 青春プレーバック
- こどもの四季
- にんぎょうげき
- なんでもワンダーランド